# Veni Vidi Vicious
Veni Vidi Vicious ist das zweite und bislang erfolgreichste Musikalbum der schwedischen Alternative-Rock-Band The Hives. Bekannt für das Album sind die Auskopplungen Hate to Say I Told You So, Die, All Right! und Main Offender. Der Titel des Albums basiert auf dem Ausspruch "Veni, Vidi, Vici" ("Ich kam, ich sah, ich siegte") von Julius Cäsar nach seinem erfolgreichen Gallien-Feldzug, allerdings bedeutet 'Vicious' übersetzt 'böse' oder 'bösartig'. Das deutsche Magazin Visions führte Veni Vidi Vicious auf ihrer 2019 veröffentlichten Liste der 55 besten schwedischen Rockalben.

## Tracklist
1. The Hives - Declare Guerre Nucleaire (1:35)
2. Die, All Right! (2:46)
3. A Get Together to Tear It Apart (1:52)
4. Main Offender (2:33)
5. Outsmarted (2:22)
6. Hate to Say I Told You So (3:22)
7. The Hives - Introduce the Metric System in Time (2:06)
8. Find Another Girl (3:12)
9. Statecontrol (1:54)
10. Inspection Wise 1999 (1:37)
11. Knock Knock (2:10)
12. Supply and Demand (2:26)

Alle von Randy Fitzsimmons geschrieben. Außer Find Another Girl von Butler/ Mayfield

## Singles
Hate to Say I Told You So ist am 4. Dezember 2000 veröffentlicht worden und hatte ein Re-Release am 11. Februar 2002. Es war auch der erste Track der Compilation "Your New Favourite Band".
CD Single #1
1. "Hate to Say I Told You So"
2. "Die, All Right!"
3. "The Hives Are Law, You Are Crime"

CD Single #2
1. "Hate to Say I Told You So"
2. "Uptempo Venomous Poison"
3. "Gninrom Ytic Kcorknup"

CD Single #3
1. "Hate to Say I Told You So"
2. "Fever"
3. "Barely Homosapien"

Cover-Versionen
2002 spielte die Band Foo Fighters den Song auf einem Konzert in den Hives-typischen schwarzweißen Anzügen.